# Lagkádi (ort i Grekland, Mellersta Makedonien)
Lagkádi (Lagkadi) är en ort i Grekland.   Den ligger i prefekturen Nomós Serrón och regionen Mellersta Makedonien, i den nordöstra delen av landet, 300 km norr om huvudstaden Aten. Lagkádi ligger 399 meter över havet och antalet invånare är 113.
Terrängen runt Lagkádi är kuperad, och sluttar norrut. Runt Lagkádi är det ganska glesbefolkat, med 47 invånare per kvadratkilometer. Närmaste större samhälle är Nigríta, 8,0 km nordväst om Lagkádi. I omgivningarna runt Lagkádi växer i huvudsak lövfällande lövskog.